# Rolling50
Rolling50 ist eine Art Beschleunigungsrennen für Sport- und Super-Sportwagen, welches mehrmals jährlich vom SCC500 (SuperCarClub 500) veranstaltet wird.

## Beschreibung
Austragungsorte des Rennens, an dem leistungsstarke, auf Serienbasis getunte Fahrzeuge aus ganz Europa teilnehmen, sind temporäre Rennstrecken wie Flugplätze oder die Start-Ziel-Geraden von Rennstrecken wie dem Nürburgring. Die Rennen finden seit 2014 mehrmals pro Jahr statt. In Abhängigkeit von den Veranstaltungsorten werden die Beschleunigungsrennen vor Zuschauern an der Strecke ausgetragen oder live in die sozialen Netzwerke übertragen. Die Anzahl der Zuschauer bewegt sich pro Veranstaltung zwischen 2000 und 3000 Personen. Zum „Sport1 Trackday“ am Nürburgring kommen in der Regel mehr als 10.000 Zuschauer, um die Veranstaltung anzusehen. Mit Autogrammstunden und Show-Einlagen zusätzlich gebuchter Unterhalter wie der TV-Moderatoren Matthias Malmedie oder Cyndie Allemann von „Grip Das Motormagazin“ werden zusätzlich Zuschauer angelockt. Teilnehmen kann im Grunde jeder, der über ein Fahrzeug mit einer Leistung von mindestens 300 PS verfügt. Das Besondere an der Disziplin Rolling50 ist, wie aus dem Namen hervorgeht, der „Rollende Start ab 50 km/h“. Abhängig vom Veranstaltungsort beträgt die reine Beschleunigungsstrecke nach dem Start zwischen 300 und 1000 Metern. Gewertet wird nicht die Zeit, sondern die höchste erreichte Geschwindigkeit an der Ziellinie. Die Beschleunigungsstrecke von 1000 Metern hat sich in der Szene wegen der dort hohen erreichbaren Geschwindigkeiten durchgesetzt. Die Disziplin erhält in diesem Fall den Zusatz „1000“ und wird zu „Rolling50 1000“. Beim Rolling50 1000 erreichen die in der Regel getunten Fahrzeuge in der Wertungsklasse „TUNER“ (über 1000 PS) Geschwindigkeiten von über 300 km/h. Der Weltrekord, Stand 2019, wurde mit einem Porsche 9FF mit einer gewerteten Höchstgeschwindigkeit von 366,58 km/h aufgestellt.
Vereinzelt werden die Veranstaltungen von verschiedenen TV-Sendern wie Sport1 (Sport1 Trackday auf dem Nürburgring), RTL2 (Grip Das Motormagazin) und DMAX begleitet oder auch via Live-Stream in die sozialen Netzwerke gesendet.
Die Meisterschaft 2016 wurde vom Sender DMAX im Rahmen der zweiten Staffel der Tuning-Serie „Der Geiger – Boss of Big Blocks“ begleitet.

## Reglement
Das Teilnehmerfeld beträgt zwischen 80 und 120 Fahrzeuge. Teilnahmeberechtigt sind nur Fahrzeuge mit einer schon serienmäßigen Leistung von mindestens 300 PS. Tuning ist ausdrücklich erlaubt. Der SCC500 kontrolliert jedoch vor dem Start die Fahrzeuge auf ihre Sicherheit, insbesondere in Bezug auf das Tuning. Ab 2019 wurde das Regelwerk gelockert und es dürfen auch Fahrzeug teilnehmen, die nicht über eine serienmäßige Leistung von 300 PS verfügen. Für diese Fahrzeuge wurde eine separate TUNER-SPEZIAL-Klasse geschaffen. Für alle Fahrzeuge aber gilt eine tatsächliche Leistung von mindestens 300 PS. Einteilung der Fahrzeuge in die 7 Wertungsklassen erfolgt nach tatsächlicher PS-Leistung, die von den Teilnehmern wahrheitsgemäß bei Anmeldung angegeben werden muss. Um falschen oder fehlerhaften Angaben bei der Leistungsangabe entgegenzuwirken, wurden in den einzelnen Klassen maximale V-Max-Werte (Höchstgeschwindigkeit) festgelegt. Wenn diese Werte überschritten werden, wird das entsprechende Fahrzeug in die nächsthöhere Klasse eingestuft.
- Klasse 1: 300–400 PS (V-Max: 235 km/h)
- Klasse 2: 401–500 PS (V-Max: 250 km/h)
- Klasse 3: 501–600 PS (V-Max: 265 km/h)
- Klasse 4: 601–750 PS (V-Max: 282 km/h)
- Klasse 5: 751–999 PS (V-Max: 300 km/h)
- Klasse Tuner: 1000+ PS (V-Max: offen)
- Klasse Tuner-Spezial: o.A. (V-Max: offen)[22]

### Durchführung
Es wird 1 gegen 1 gestartet. Der Vorstart befindet sich ca. 50 Meter vor der eigentlichen Startlinie, an der die rollende Startgeschwindigkeit von 50 km/h nicht überschritten werden darf. Die Fahrzeuge setzen sich gleichzeitig in Bewegung und Beschleunigen langsam auf eine Geschwindigkeit von max. 50 km/h. An der eigentlichen Startlinie wird die Startgeschwindigkeit einzeln für beide Fahrzeuge gemessen. Danach darf voll durch beschleunigt werden. An der Ziellinie wird dann die dort erreichte Höchstgeschwindigkeit gemessen. Liegt die Startgeschwindigkeit bei max. 50 km/h, wird genau die Zielgeschwindigkeit als Wertung übernommen. Liegt die Startgeschwindigkeit über den erlaubten 50 km/h, wird die Geschwindigkeitsübertretung als Wert von der erreichten Zielgeschwindigkeit abgezogen. In die Wertung geht somit nur die um die Geschwindigkeitsüberschreitung am Start reduzierte Zielgeschwindigkeit. Die penible Einhaltung der erlaubten Startgeschwindigkeit ist das ausschlaggebende Kriterium, um die bestmögliche Wertung erzielen zu können, da sich die Zielgeschwindigkeit aus physikalischen Gründen niemals um den gleichen Wert erhöhen kann, den eine Übertretung der Startgeschwindigkeit ausmacht.
Die Sieger und Platzierungen in den einzelnen Klassen werden am Ende der Veranstaltung ermittelt. Es zählt die höchste erreichte und gewertete Zielgeschwindigkeit aller Läufe eines Fahrzeugs. Die ersten drei Platzierungen der jeweiligen Klassen erhalten Pokale.

## Entstehungsgeschichte
Der Inhaber des SCC500, Peter Klein, hatte die Idee, neben den schon etablierten Beschleunigungsrennen wie die über eine Achtelmeile und eine Viertelmeile eine Disziplin für vorwiegend hochwertige Sport- und Supersportwagen zu schaffen, da diese bei den bekannten Rennen eher selten zu sehen sind. Des Weiteren wollte er den Besitzern dieser Fahrzeuge eine Möglichkeit geben, sich auf legale Weise und mit Gleichgesinnten auf temporären Rennstrecken zu messen und somit illegalen Straßen-Rennen entgegenzuwirken. Die Unfallhäufigkeit gerade mit Sport- und Supersportwagen auf öffentlichen Straßen steigt stetig an. Um die Adrenalinsucht der „PS-Junkies“ zu befriedigen, war der Inhaber des SCC500 der Meinung, dies mit einer eigens hierfür entwickelten Challenge, dem Rolling50 erfüllen zu können. Es musste also eine Disziplin geschaffen werden, die sich von den sogenannten Meile-Rennen unterscheidet und der Charakteristik von Sport- und Supersportwagen entgegenkommt. Daraus resultierte die Idee mit einem rollenden Start. Hierbei wird nämlich das Material wie Kupplung, Fahrwerk und Reifen bei Weitem weniger beansprucht als bei den bisher bekannten Beschleunigungsrennen (Dragraces) mit stehendem Start. Ein rollender Start war deshalb beschlossen. Da eine Zeitmessung jedoch nur bei einem stehenden Start sinnvoll ist, war schnell klar, dass die Wertung nicht Zeit, sondern Geschwindigkeit sein musste. Um die neue Disziplin reglementfähig und vergleichbar zu machen, musste festgelegt werden, ab wann wie gemessen werden sollte. Die Startgeschwindigkeit des rollenden Starts von 50 km/h wurde festgelegt, weil in Deutschland die erlaubte Höchstgeschwindigkeit innerorts ebenfalls 50 km/h beträgt. So entstand der Name „Rolling50“, der als Wort-Bild-Marke eingetragen wurde.
Ursprünglich begann alles in Meinerzhagen auf dem dortigen Flugplatz, der für Motorsportveranstaltungen unterschiedlichster Art bekannt ist. Schnell war jedoch nach zwei Veranstaltungen klar, dass die Gegebenheiten vor Ort mit einer maximalen Beschleunigungsstrecke von 300 Metern, gerade für die hoch motorisierten Fahrzeuge mit mehr als 800 PS Leistung, viel zu kurz war. So wurde nach längeren Strecken gesucht und man entdeckte den Flugplatz in Lahr, der über eine Gerade von mehr als 2000 Meter verfügt. Hier wurde dann aus dem „Rolling50“ das „Rolling50 1000“ mit einer Beschleunigungsstrecke von exakt 1000 Metern. Unter anderem wurde das Beschleunigungsrennen nicht nur in Lahr, sondern auch auf anderen Strecken wie dem DEKRA OVAL am Lausitzring, dem ATP Testcenter in Papenburg und auf dem Flugplatz Zweibrücken veranstaltet.
Der einzige Veranstaltungsort, der über eine geringere Beschleunigungsstrecke als 1000 Meter verfügt, ist der Nürburgring mit seiner Start-Zielgeraden. Hier wurde das Rolling50 im Rahmen des Sport1 Trackday aufgrund der örtlichen Gegebenheiten nur über eine Distanz von 300 Metern ausgetragen.

## Die Teilnehmer
Vom Besitzer eines BMW M über Audi-RS-Modelle, Porsche, Ferrari, Lamborghini, McLaren, Nissan GTR, Mercedes AMG usw. bis hin zum Hypercar wie einem Bugatti Chiron ist beim Rolling50 alles dabei. Die Klientel reicht vom „Otto Normalverbraucher“ mit mittlerem Einkommen bis hin zum Multimillionär.
Etabliert hat sich die Disziplin Rolling50 1000 insbesondere bei Fahrzeugtunern aller Art. Von Herstellern wie Capristo Automotive (Sport-Abgasanlagen und Carbon) über Chip-Tuner aller Art bis hin zu professionellen Motor- und Fahrzeug-Tunern wie 9ff, PP-Performance oder GAD nutzen gerade die Hersteller von Tuningteilen die Beschleunigungsrennen des SCC500, um ihre Produkte vorzustellen oder zu testen. Schon lange werden Tuningmaßnahmen bezüglich ihrer Wirkung und Leistungsfähigkeit anhand der erzielten Ergebnisse beim Rolling50 weit über Deutschland hinaus gemessen und verglichen.
Den kleinsten Teil im Starterfeld, das in der Regel zwischen 80 und 120 Fahrzeuge umfasst, bilden die Fahrzeuge, die absolut serienmäßig ins Rennen gehen. Diesen Teilnehmern geht es in der Regel nur darum, dabei zu sein, und nicht um einen Pokal oder ein Ergebnis unter den Besten.
Mittlerweile zählen die schnellsten und leistungsstärksten Fahrzeuge Europas zu den Stammkunden dieser Veranstaltung.
Anmeldungen zur Teilnahme werden auf der Webseite des SCC500 über ein Anmeldeformular entgegengenommen. Aufgrund der hohen Nachfrage verfügt der SCC500 bei jedem Rennen über lange Wartelisten.